# قدیش (یهودیت)
کَدیش (به عبری: קדיש) نوعی سرود روحانی است که در نماز و نیایش‌های دین یهود خوانده می‌شود. درونمایه اصلی کدیش در تقدیس و بزرگداشت نام‌های یهوه قرار دارد. بسیاری کدیش را با مراسم سوگ‌واری در یهودیت همراه دانسته و کدیش را رثای مردگان می‌نامند. واژگان آغازین کدیش همه در شکوه و بزرگی خداوند و گرامی شدن خدا در بین ملت‌های جهان خلاصه می‌شود.
در تیتراژ آغازین فیلم فهرست شیندلر٬ موسیقی و صدای زمینه٬ خوانش یا قرائت از کدیش است.